# Am Kütertor 4 (Stralsund)

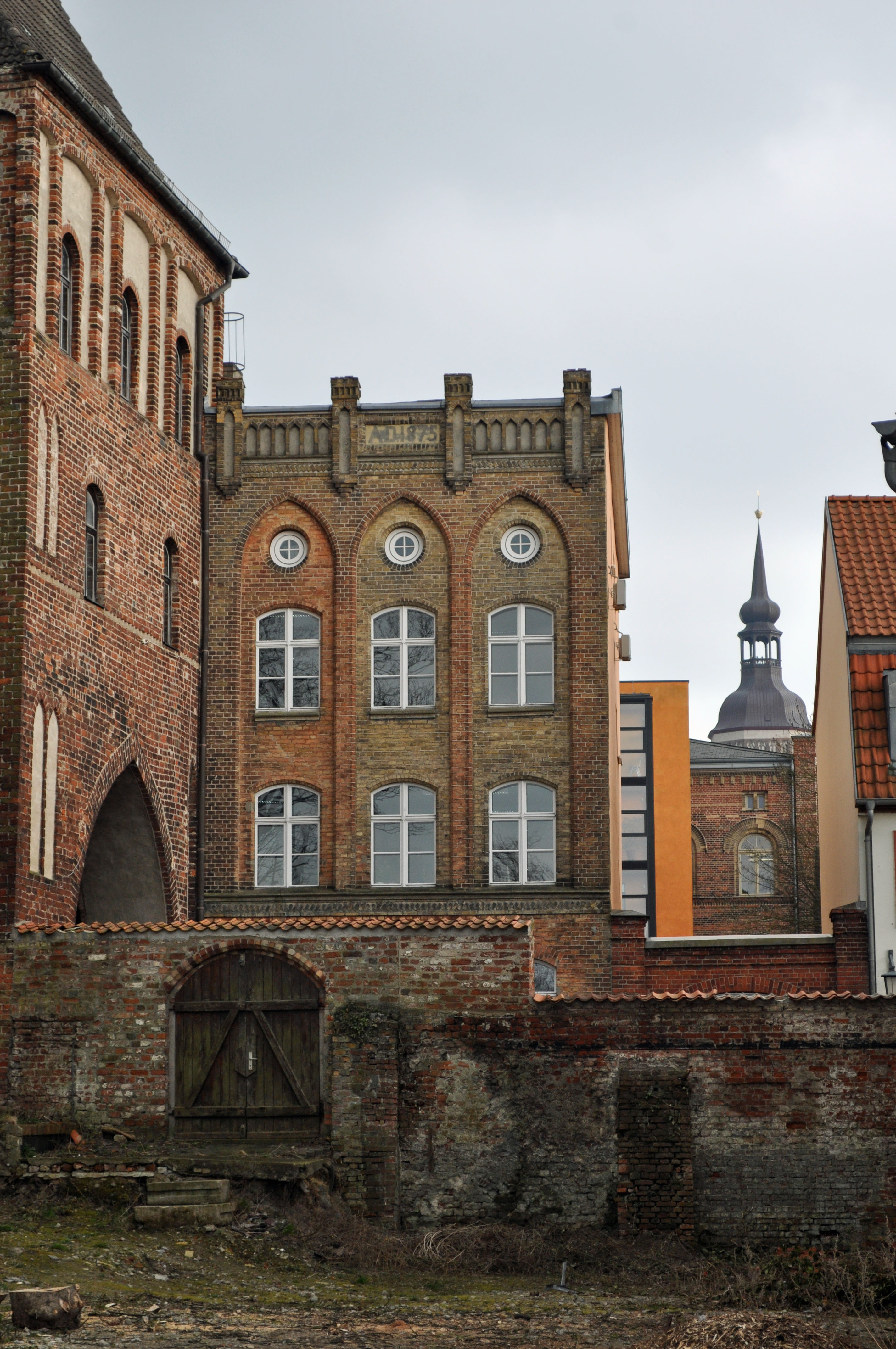
Der Gebäudekomplex Am Kütertor 4 in Stralsund (2012)

Das Haus mit der postalischen Adresse Am Kütertor 4 ist ein denkmalgeschütztes Gebäude in der Hansestadt Stralsund in der Straße Am Kütertor.
Das dreigeschossige Haus wurde im Jahr 1875 unmittelbar an der südwestlichen Ecke des Kütertores errichtet. Die Fassade des aus Backstein errichteten Gebäudes ist neugotisch gestaltet. Segmentbogenfenster, übergreifende Spitzbogenblenden in den Obergeschossen und ein attikaähnlicher Abschluss mit vier Türmchen prägen die Ansicht.
Das Haus liegt im Kerngebiet des von der UNESCO als Weltkulturerbe anerkannten Stadtgebietes des Kulturgutes „Historische Altstädte Stralsund und Wismar“. In die Liste der Baudenkmale in Stralsund ist es mit der Nummer 22 eingetragen.